# Crown Jewel (2022)
Crown Jewel 2022 là sự kiện đấu vật chuyên nghiệp trả tiền cho mỗi lần xem và là sự kiện phát trực tiếp do WWE sản xuất. Nó sẽ được tổ chức cho các đô vật hoạt động trong Raw và SmackDown. Sự kiện sẽ diễn ra vào thứ Bảy, ngày 5 tháng 11 năm 2022, tại Mrsool Park ở Riyadh, Ả Rập Xê Út. Đây sẽ là Crown Jewel thứ hai được tổ chức tại địa điểm này sau sự kiện khai mạc năm 2018, được tổ chức ở đó khi nó vẫn được gọi là Sân vận động Đại học King Saud (được đổi tên thành Công viên Mrsool vào năm 2020). Đây sẽ là sự kiện thứ 8 mà WWE sẽ tổ chức tại Ả Rập Xê Út trong khuôn khổ quan hệ đối tác kéo dài 10 năm nhằm hỗ trợ Tầm nhìn 2030 của Ả Rập Xê Út.

## Sản xuất

### Tiểu sử
Vào đầu năm 2018, WWE đã bắt đầu mối quan hệ đối tác đa nền tảng chiến lược kéo dài 10 năm với Tổng cục Thể thao nhằm hỗ trợ Tầm nhìn 2030 của Ả Rập Xê Út, chương trình cải cách kinh tế và xã hội của Ả Rập Xê Út. Crown Jewel sau đó được thành lập vào cuối năm đó như một trong những sự kiện lặp lại trong quan hệ đối tác này và đặc biệt được tổ chức tại Riyadh, thủ đô của Ả Rập Saudi. Được công bố vào ngày 23 tháng 5 năm 2022, sự kiện năm 2022 sẽ là sự kiện thứ tư trong niên đại của Crown Jewel và là sự kiện thứ tám về tổng thể quan hệ đối tác Ả Rập Saudi. Sự kiện sẽ diễn ra vào Thứ Bảy, ngày 5 tháng 11 năm 2022, tại Mrsool Park; điều này đánh dấu Crown Jewel lần thứ hai được tổ chức tại địa điểm này sau sự kiện khai mạc năm 2018, được tổ chức ở đó khi nó vẫn được gọi là Sân vận động Đại học King Saud (được đổi tên thành Công viên Mrsool vào năm 2020). Sự kiện sẽ được phát sóng trên mạng trả tiền cho mỗi lần xem trên toàn thế giới và các dịch vụ phát trực tiếp Peacock ở Hoa Kỳ và WWE Netwwork ở các thị trường quốc tế và sẽ có sự tham gia của các đô vật từ Raw và SmackDown.

### Cốt truyện
Sự kiện sẽ bao gồm các trận đấu là kết quả của cốt truyện có kịch bản, trong đó các đô vật miêu tả các anh hùng, nhân vật phản diện hoặc các nhân vật ít phân biệt hơn trong các sự kiện theo kịch bản gây căng thẳng và lên đến đỉnh điểm trong một trận đấu vật hoặc một loạt các trận đấu. Kết quả được xác định trước bởi các nhà viết kịch bản của WWE trong các show Raw và SmackDown.
Sau khi Roman Reigns xuất hiện trên podcast Impaulsive của Logan Paul, người có ảnh hưởng trên mạng xã hội sau đó là Reigns đã nói rác rưởi sau khi Reigns đã rời khỏi phim trường. Điều này dẫn đến một cuộc trao đổi trên mạng xã hội, dẫn đến việc Paul xuất hiện trong tập ngày 16 tháng 9 của SmackDown. Ở đó, Paul đã mời Reigns đến tham dự cuộc họp báo của anh ấy ở Las Vegas vào ngày hôm sau, nơi Paul thách đấu Reigns để giành chức vô địch WWE Universal Championship, và Reigns đã chấp nhận. Nó đã được xác nhận rằng trận đấu sẽ là sự kiện chính, và chỉ là trận đấu thứ ba của Paul trong WWE.
Tập ngày 10 tháng 10 của Raw, The Judgement Day (Finn Bálor, Damian Priest, Dominik Mysterio và Rhea Ripley) đã gọi AJ Styles tham gia nhóm của họ, vì Styles và Bálor từng là đồng đội của Bullet Club ở New Japan Pro-Wrestling . Styles dường như chấp nhận lời đề nghị, tuy nhiên, anh ta từ chối lời đề nghị và giới thiệu sự trở lại của Luke Gallows và Karl Anderson do đó tái thành lập lại nhóm The O.C. Một cuộc ẩu đả sau đó đã xảy ra giữa hai đội. Tuần sau, The Judgement Day đối đầu với The O.C và thách thức họ trong trận đấu six-man tag team tại Crown Jewel.
Tập ngày 10 tháng 10 của Raw, Bobby Lashley liệt kê tên của những đô vật trước đây mà anh ta đã đánh bại, bao gồm cả Brock Lesnar, người mà anh ta chỉ đối mặt một lần và đánh bại tại Royal Rumble vào tháng Một. Lesnar, trong lần xuất hiện đầu tiên kể từ SummerSlam vào tháng 7, sau đó đã bất ngờ trở lại và tấn công Lashley. Điều này cuối cùng đã khiến Lashley mất đai United States Championship của anh ấy trong một cuộc bảo vệ danh hiệu xảy ra ngay sau cuộc đối đầu. Sau đó ở hậu trường, Lashley thách thức Lesnar đối mặt với anh ta vào tuần sau. Ở đó, cả hai đã ẩu đả và kết thúc sau khi Lashley ném Lesnar vào bàn bình luận. Cuối đêm đó, trận đấu giữa hai người đã được công bố tại Crown Jewel.
Tại Extreme Rules, Karrion Kross đã đánh bại Drew McIntyre trong trận Strap Match sau khi vợ của Kross, Scarlett, khiến McIntyre mất phương hướng bằng bình xịt hơi cay. Trong tập tiếp theo của SmackDown, Kross đã được lên kế hoạch thi đấu trong trận fatal four-way match để xác định ứng cử viên số một cho đai Intercontinental Championship. Tuy nhiên, trước khi SmackDown lên sóng, Kross dính vào một vụ tai nạn xe hơi (kayfabe) và bị McIntyre tấn công khi đang nhận được sự giúp đỡ, khiến anh không thể thi đấu. Tuần sau, McIntyre thông báo rằng anh sẽ đối đầu với Kross trong trận đấu Steel Cage tại Crown Jewel.
Trong trận đấu của Braun Strowman vào tập ngày 14 tháng 10 của SmackDown, Omos và người quản lý MVP đến từ Raw đã xuất hiện trong đám đông. Sau khi Strowman thắng trận đấu, MVP giải thích rằng họ có vấn đề với tuyên bố của Strowman khi tự gọi mình là "Monster of all Monsters" và tuyên bố rằng Strowman sẽ trông có kích thước bình thường nếu đứng cạnh Omos. Tuần sau, Strowman gọi Omos để đối đầu với anh ta. Thay vào đó, MVP đã xuất hiện và Strowman nói rằng anh ấy muốn thách đấu với Omos tại Crown Jewel; MVP sau đó đã chấp nhận thay cho anh ấy, tuy nhiên, Omos sau đó bước ra và vượt qua Strowman trước khi đẩy anh ta ra khỏi sàn đấu.  Trận đấu tại Crown Jewel chính thức được xác nhận vào ngày 24 tháng 10 trong Raw.
Tại  Extreme Rules, Bianca Belair đã đánh bại Bayley trong trận Ladder Match để giành lấy đai Raw Women's Championship. Vào tập ngày 24 tháng 10 của Raw, Bayley đã đánh bại Belair trong trận non-title match nhờ sự đánh lạc hướng của Nikki A.S.H, người đã trở lại nhân vật Nikki Cross trước đây của cô. Do đó, Bayley đã giành được một trận tranh đai khác với Belair, trận đấu được lên lịch cho Crown Jewel và được quy định là trận đấu Last Woman Standing.
Vào tập ngày 14 tháng 10 của SmackDown, Sheamus và Solo Sikoa đã thi đấu trong trận fatal four-way match để giành lấy cơ hội cho trận đâu tranh đai Intercontinental Championship. Trong trận đấu, hai thành viên của The Bloodline (Sami Zayn và Jey Uso) đã thay mặt Sikoa can thiệp. Brawling Brutes (Ridge Holland và Butch) sau đó đã ra mặt để bảo vệ Sheamus, và một cuộc ẩu đả đã xảy ra giữa hai đội. Tuần sau, The Bloodline tấn công và làm Sheamus bị thương. Sau khi đánh bại Zayn và Sikoa vào tập ngày 28 tháng 10, Holland và Butch đã giành được trận đấu với The Usos (Jey Uso và Jimmy Uso) để tranh đai Undisputed WWE Tag Team Championship tại Crown Jewel.
Sau khi vắng mặt vài tuần do bị Damage CTRL (Bayley, Dakota Kai và Iyo Sky) tấn công, Alexa Bliss và Asuka đã trở lại vào tập ngày 31 tháng 10 của Raw. Đêm đó, họ đã thách đấu Sky và Kai trong trận đấu tranh đai WWE Women's Tag Team Championship và đánh bại họ để giành danh hiệu. Ngày hôm sau, một trận tái đấu đai vô địch đã được lên kế hoạch tại Crown Jewel.

## Iran lo ngại về cuộc tấn công
Ngày 1/11/2022, The Wall Street Journal đưa tin rằng Ả Rập Xê Út có thể bị tấn công có chủ đích bởi Vệ binh Cách mạng Hồi giáo Iran trong bối cảnh các cuộc biểu tình Mahsa Amini đồng loạt diễn ra. Bài báo nói rằng các cuộc tấn công đã được lên kế hoạch cho "các mục tiêu trong vương quốc". Điều này gây lo ngại về Crown Jewel vào cuối tuần sắp tới. PWInsider báo cáo rằng WWE sẽ tiếp tục với sự kiện này và công ty đã có các giao thức bảo mật và dự phòng khẩn cấp nếu có điều gì đó xảy ra, nhưng hy vọng rằng sẽ không có vấn đề gì xảy ra. Vào ngày 2 tháng 11, Iran đã phủ nhận rằng họ đang lên kế hoạch cho bất kỳ cuộc tấn công nào.

## Tổ chức
| Vai trò                         | Tên                 |
| ------------------------------- | ------------------- |
| Bình luận viên tiếng Anh        | Michael Cole        |
| Bình luận viên tiếng Anh        | Wade Barrett        |
| Bình luận viên tiếng Ả Rập      | Faisal Al-Mughaisib |
| Bình luận viên tiếng Ả Rập      | Jude Aldajani       |
| Thông báo viên sàn đấu          | Mike Rome           |
| Trọng tài                       | Danilo Anfibio      |
| Trọng tài                       | Jessika Carr        |
| Trọng tài                       | Dan Engler          |
| Trọng tài                       | Daphne Lashaunn     |
| Trọng tài                       | Ryan Tran           |
| Người điều khiển trước trận đấu | Jackie Redmond      |
| Người điều khiển trước trận đấu | Matt Camp           |
| Người điều khiển trước trận đấu | Peter Rosenberg     |

### Các trận đấu khác
Bobby Lashley đối mặt với Brock Lesnar. Lashley đã tấn công Lesnar trước khi trận đấu bắt đầu, khiến đầu gối của Lesnar bị thương. Sau khi trận đấu chính thức bắt đầu, Lashley tiếp tục nhắm vào đầu gối của Lesnar và đấm anh ta suýt ngã. Lesnar đã trở lại nhẹ nhàng và thực hiện một cú F-5 gần như hạ gục. Lashley đưa Lesnar vào đòn khóa Hurt Lock. Lesnar sử dụng cú xoay người để cố gắng đẩy ra và phá vỡ thế giữ đòn, nhưng Lashley vẫn giữ được. Tuy nhiên, Lesnar đã nhảy xuống trên đầu Lashley và mặc dù Lashley vẫn áp dụng đòn khóa Hurt Lock, vai của Lashley đã được ghim và trọng tài đếm tới ba và Lesnar thắng lợi. Sau trận đấu, Lashley tức giận và tung đòn khóa Hurt Lock lên Lesnar.
Alexa Bliss và Asuka bảo vệ đai vô địch WWE Women's Tag Team Championship trước Damage CTRL (Dakota Kai và Iyo Sky). Khi Bliss leo lên cột dây thừng trên cùng để thực hiện cú Twisted Bliss trên Kai, Nikki Cross đã tấn công Bliss khi trọng tài bị Asuka và Sky đánh lạc hướng, đặt Bliss vào đòn neckbreaker từ cột dây thừng trên cùng. Kai sau đó đã ghim Bliss để giành đai vô địch cho đội của cô ấy lần thứ hai.
Drew McIntyre đối mặt với Karrion Kross (đi cùng với Scarlett) trong trận đấu Steel Cage. Khi McIntyre đến gần cửa lồng để trốn thoát, Scarlett đã khóa cửa lại, ngăn anh ta làm vậy. McIntyre bắt đầu trèo lên trên lồng sắt để trốn thoát, trong khi Scarlett nhanh chóng mở cửa để Kross bò ra ngoài. Tuy nhiên, McIntyre đã cố gắng trèo qua và thoát khỏi lồng trước khi Kross kịp ra khỏi sàn đấu, do đó McIntyre đã giành chiến thắng.
The Judgment Day (Finn Bálor, Damian Priest, và Dominik Mysterio, cùng với Rhea Ripley) đối mặt với The O.C (AJ Styles, Luke Gallows và Karl Anderson). Styles tung cú Phenomenal Forearm vào Bálor, nhưng Ripley đã kéo anh ta đâp mặt xuống mặt sàn đấu. Bálor đã thực hiện cú Coup De Grâce vào Styles để giành chiến thắng trong trận đấu.
Braun Strowman đối mặt với Omos. Omos lao về phía Strowman, người đang ở phía góc, nhưng Strowman đã di chuyển. Mặc dù Omos thống trị trận đấu, Strowman đã cố gắng thực hiện cú powerslam trên Omos để giành chiến thắng.
The Usos (Jey Uso và Jimmy Uso) bảo vệ đai vô địch Undisputed WWE Tag Team Championship trước The Brawling Brutes (Ridge Holland và Butch). Cuối cùng, The Usos thực hiện cú 1D trên Butch từ cột dây thừng trên cùng để giành chiến thắng.
Bianca Belair bảo vệ đai vô địch Raw Women's Championship trước Bayley trong trận đấu Last Woman Standing. Đây là trận đấu tranh đai vô địch dành cho nữ đầu tiên ở Ả Rập Xê Út có quy định. Giữa chừng, Bayley khiến Belair mắc kẹt trong hộp đựng thiết bị, nhưng Belair đã thoát được trước khi trọng tài đếm đến 10. Sau khi tấn công Bayley bằng vũ khí trong sàn đấu, Belair kẹp Bayley vào giữa một cái thang và nhét nó vào bên dưới turnbuckle. Bayley đã không thể thoát đến khi trọng tài đếm đến 10, do đó Belair đã giữ lại đai vô địch.

### Trận đấu tâm điểm
Roman Reigns (đi cùng với Paul Heyman) bảo vệ đai vô địch Undisputed WWE Universal Championship trước Logan Paul. Giữa trận đấu, The Usos (Jey Uso và Jimmy Uso) xuất hiện để hỗ trợ Reigns và tấn công hai người dẫn chương trình Impaulsive của Logan, Mike Majlak và George Janko, những người đang ngồi ở vị trí ngoài hàng rào khu vực thi đấu. Anh trai của Logan, Jake Paul sau đó xuất hiện và hạ gục The Usos. Solo Sikoa sau đó xuất hiện để đối đầu với Jake, nhưng The Usos nổi lên và Logan sau đó hạ gục The Usos. Sau khi Logan trở lại võ đài, Reigns đã thực hiện cú superman punch và spear vào Logan để giữ lại đai vô địch của mình.

## Kết quả
| #                                           | Kết quả | Thể loại                                                           | Thời gian |
| ------------------------------------------- | --- | ------------------------------------------------------------------ | --------- |
| 1                                           | Brock Lesnar đánh bại Bobby Lashley bằng đòn kết liễu | Trận đấu đơn                                                       | 6:00      |
| 2                                           | Damage CTRL (Dakota Kai và Iyo Sky) đánh bại Alexa Bliss và Asuka (c) bằng đòn kết liễu                                                                               | Trận đấu đồng đội tranh đai WWE Women's Tag Team Championship      | 12:50     |
| 3                                           | Drew McIntyre đánh bại Karrion Kross (đi với Scarlett) bằng cách leo ra khỏi lồng sắt                                                                                 | Trận đấu Steel Cage                                                | 13:00     |
| 4                                           | The Judgment Day (Finn Bálor, Damian Priest, và Dominik Mysterio) (đi với Rhea Ripley) đánh bại The O.C (AJ Styles, Luke Gallows, và Karl Anderson) bằng đòn kết liễu | Trận đấu đồng đội 6 người                                          | 14:00     |
| 5                                           | Braun Strowman đánh bại Omos by bằng đòn kết liễu | Trận đấu đơn                                                       | 7:20      |
| 6                                           | The Usos (Jey Uso và Jimmy Uso) (c) đánh bại The Brawling Brutes (Ridge Holland và Butch) bằng đòn kết liễu                                                           | Trận đấu đồng đội tranh đai Undisputed WWE Tag Team Championship   | 10:45     |
| 7                                           | Bianca Belair (c) đánh bại Bayley | Trận đấu Last Woman Standing tran đai WWE Raw Women's Championship | 20:20     |
| 8                                           | Roman Reigns (c) (đi với Paul Heyman) đánh bại Logan Paul bằng đòn kết liễu                                                                                           | Trận đấu đơn tranh đai Undisputed WWE Universal Championship       | 24:50     |
| - (c) – chỉ người vô địch bước vào trận đấu | |                                                                    |           |